# Luigi Trombetta
Luigi Trombetta (Lanuvio, 3 de febrero de 1820 - Roma, 17 de enero de 1900) fue un cardenal italiano que se desempeñó como funcionario en la Curia Romana.
Fue ordenado sacerdote en marzo de 1844. Recibió su doctorado en teología y en las leyes, trabajó como abogado en el tribunal de la Rota Romana y recibió la dignidad del derecho canónico de la Basílica Liberiana patriarcal. En mayo de 1877, obtuvo el título de prelado. Desde 1863 fue subsecretario de la Congregación para los Obispos y desde junio de 1893 fue secretario de las órdenes religiosas.
En junio de 1899, el papa León XIII lo nombró cardenal diácono de S. Eustachio Hizo. Falleció medio año después el día 3 de febrero de 1900 y fue enterrado en el cementerio del Campo Verano de Roma. Él fue uno de los cardenales sin consagración episcopal.